# Fluorid osmiový
Fluorid osmiový je anorganická sloučenina s chemickým vzorcem OsF6.

## Příprava
Fluorid osmiový se připravuje přímou reakcí kovového osmia s nadbytkem fluoru za teploty 300 °C:
Os + 3 F2 → OsF6

## Vlastnosti
Fluorid osmiový je žlutá krystalická látka, která taje při 33,4 °C a vře při 47,5 °C. Pevná struktura měřená při −140 °C tvoří krystaly v ortorombické soustavě s prostorovou grupou Pnma (Číslo 62) a hranami mřížky a = 938,7 pm, b = 854,3 pm a c = 494,4 pm. Na jednu elementární buňku připadají čtyři molekuly. Hustota fluoridu osmiového je 5,09 g·cm−3.
Samotná molekula fluoridu osmiového (forma důležitá pro kapalnou a plynnou fázi) má oktaedrickou molekulovou geometrii, které odpovídá bodová grupa Oh. Délka vazby Os–F je 1,827 Å.
Částečnou hydrolýzou fluoridu osmiového vzniká tetrafluorid-oxid osmiový, OsOF4.